# 東内のシダレエノキ

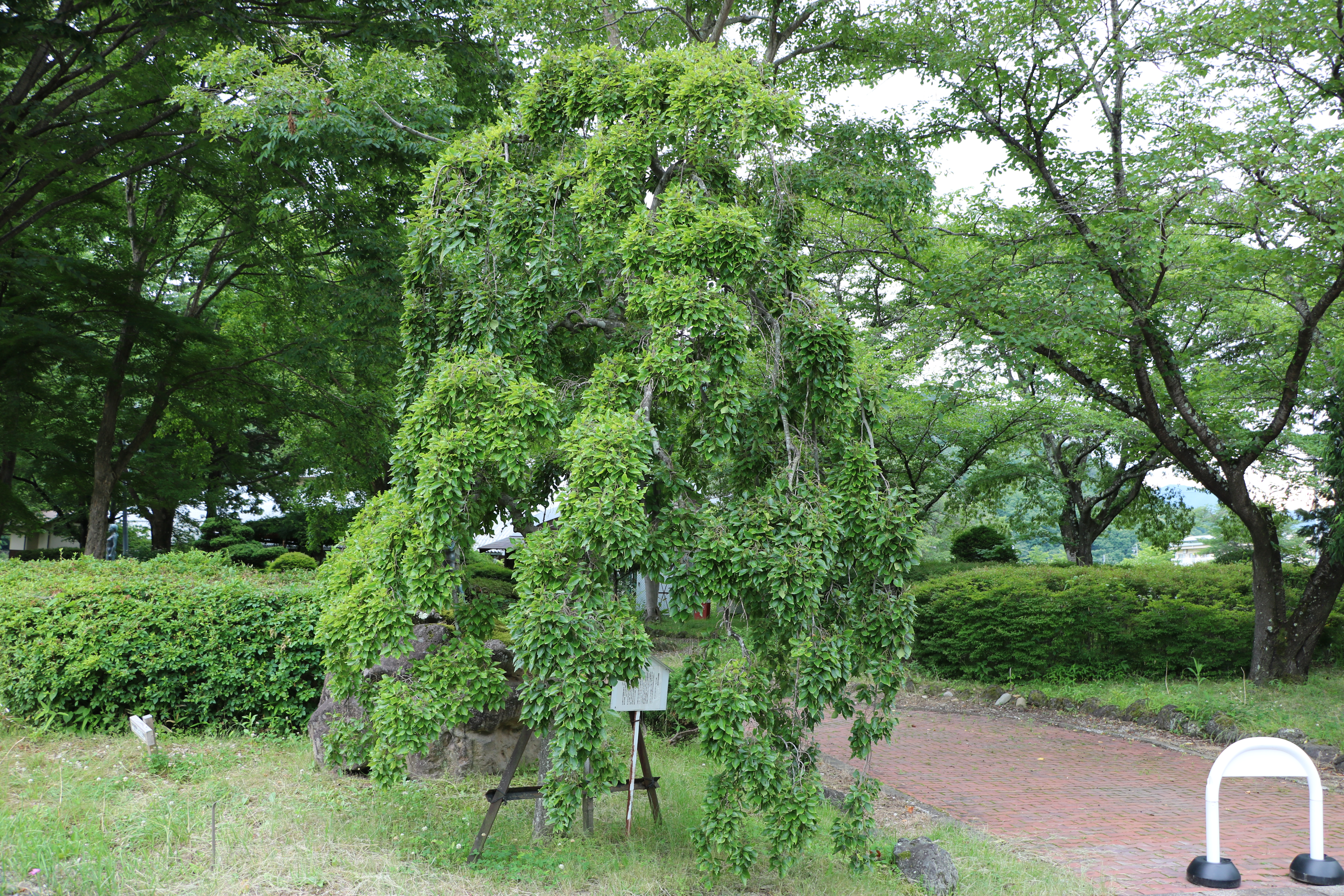
東内のシダレエノキ。丸子郷土博物館にて育成中の後継樹。2022年6月27日撮影。

東内のシダレエノキ（ひがしうちのシダレエノキ）は、長野県上田市東内にある、国の天然記念物に指定されたシダレエノキ（枝垂榎・学名: Celtis sinensis f. pendula）である。
エノキ（榎）学名: Celtis sinensis）は、アサ科エノキ属の落葉高木で、日本国内に広く普遍的に見られる樹種であるが、この「東内のシダレエノキ」は名前のとおり、枝が垂れ下がる珍しい性質を持っており、通常のエノキが何らかの影響によって変異を起こしたものと考えられている。所在する丸子地域の周辺では古くから珍木として広く知られており、植物を対象とする国指定天然記念物の、記念すべき第1回目に指定された10物件のひとつとして、1920年（大正9年）7月17日に国の天然記念物に指定された。東内とは指定当時の村名である東内村のことで、当初の天然記念物指定名称は「東内枝垂榎」、1957年（昭和32年）7月31日に今日の指定名「東内のシダレエノキ」へ名称変更された。
当初指定されていた初代の個体は1977年（昭和52年）に老衰により枯死してしまったため、一時は天然記念物の指定解除が当時の丸子町から文化庁に申請されていたが、同所在住の小平千之により枯死する前に取り木によって新たな株が得られており、これから育てた複数の苗木を丸子地区内の数カ所に分散して植樹し、後継樹として育成させることに成功し、国の天然記念物指定の解除は免れている。2009年（平成21年）地元有志により、同じ旧丸子町内にある国の天然記念物西内のシダレグリ自生地とともに「平井地区穴沢枝垂栗・榎保存会」が結成され、保全育成活動が行われている。

## 解説

### 天然記念物指定の経緯
東内のシダレエノキ（初代）は、長野県上田市南西部の旧丸子町東内地区にある、信州うえだ農業協同組合東内支所の西側にかつて生育していた。この場所は千曲川水系内村川の川沿いに点在する通称「丸子温泉郷」と呼ばれる鹿教湯温泉や大塩温泉、霊泉寺温泉へ向かう「内村街道」の街道筋に面しており、かつてシダレエノキの傍らには地域の人々に信仰されていた薬師堂のお堂があり、元来別の場所で発芽生育していたと想定される東内のシダレエノキは、御利益がある珍木として若木の頃、薬師堂の前に植えられたものと考えられている。
本来エノキは枝垂れる性質を持たない樹種である。自らの枝や葉の自重によって垂れ下がり、外観上は枝垂れているように見える場合もあるが、シダレヤナギやシダレザクラのよう明らかに枝垂れる東内のシダレエノキの性質は珍奇なことであり、本樹を調査した植物学者の三好学により1919年（大正8年）の『史蹟名勝天然記念物調査報告第二号』に報告された時点では、本樹以外にエノキの枝垂れ事例はなく、東内のシダレエノキは唯一の株であり天然記念物に指定する必要があると述べ、1920年（大正9年）7月17日に国の天然記念物に指定された。なお、同日には西隣の西内村（現、上田市西内）にある西内のシダレグリ自生地も国の天然記念物に指定されたが、これらは同年6月1日に史蹟名勝天然紀念物保存法が制定されたことにより、日本で最初に指定された10件の国の天然記念物のひとつであり、東内のシダレエノキと西内のシダレグリ自生地は記念すべき天然記念物物件である。
その後の1925年（大正14年）に、同じ長野県南西部の山口村 (長野県)（現、岐阜県中津川市）上山口の諏訪神社境内で松本女子師範学校の教諭がシダレエノキを発見したものの、こちらは国の天然記念物には指定されず、35年後の1960年（昭和35年）に神社の社叢全体が長野県の天然記念物に指定され、2005年（平成17年）の山口村の越県合併後は岐阜県の県指定天然記念物になっており、明らかな枝垂れと考えられるエノキは東内のシダレエノキと諏訪神社社叢にある個体の2件のみであるという。

### 佐吉と白ツグミの伝説

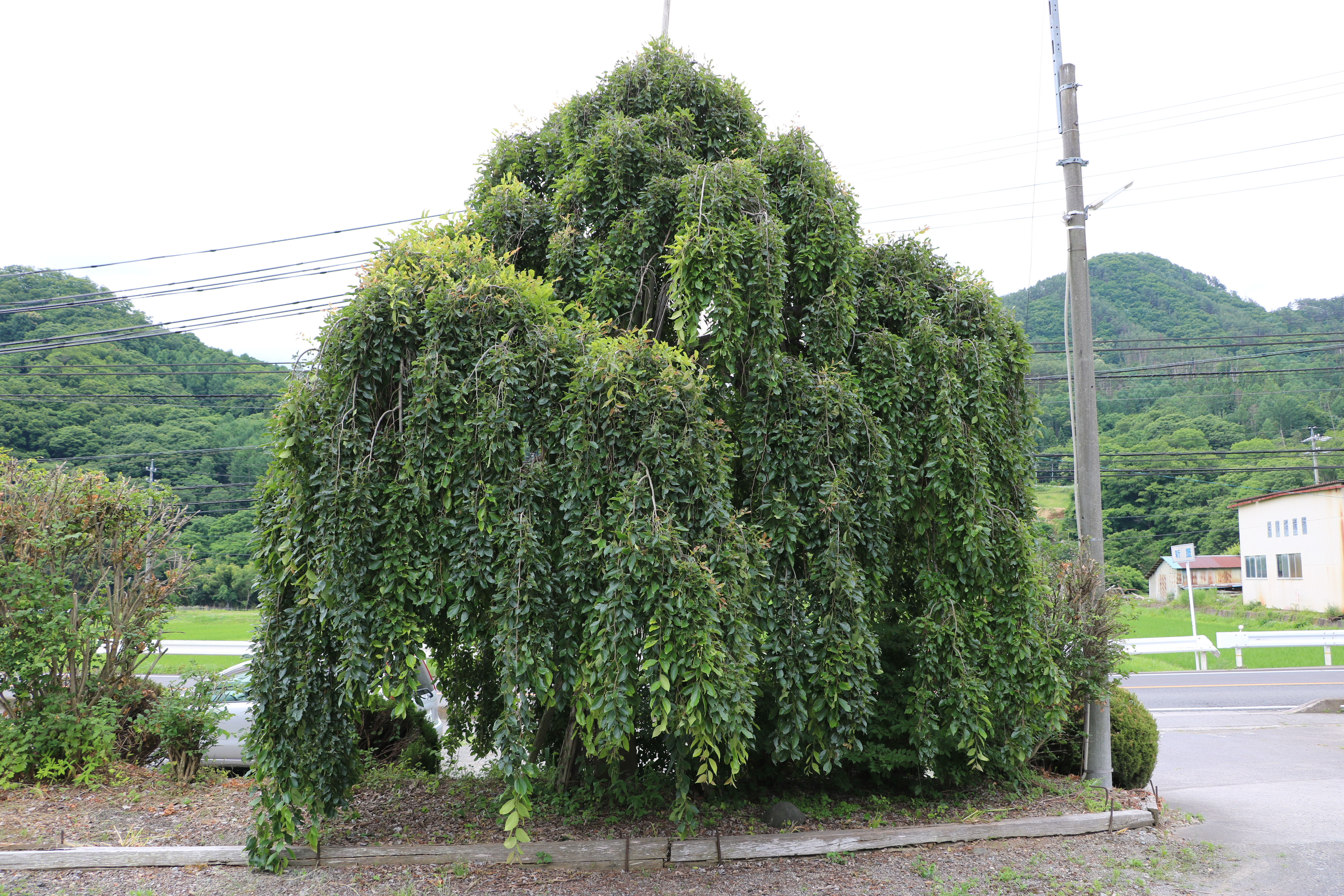
東内のシダレエノキ。榎実の家にて育成中の後継樹。2022年6月27日撮影。

東内のシダレエノキには不思議な伝説が残されており、大日本山林会が1962年（昭和37年）に発刊した『日本老樹名木天然記念樹』では次のように紹介されている。
その昔、東内村に佐吉という18歳の若者が年老いた両親と暮らしていた。とある真冬の吹雪の朝、佐吉の家の戸を叩く者があり招き入れると、年の頃15-6歳の気品のある美しい娘であった。何処から来たのか、誰なのか素性を尋ねたが、娘は大門峠を超えて来たとしか言わなかった。娘は佐吉の家で家事手伝いをしながら暮らすようになり、やがて春を迎えた。佐吉の両親は年老いていたこともあり、よく働くこの娘と佐吉を夫婦とすることにした。数年後には夫婦の間に一人の子供が生まれ、生活も楽になり幸せに暮らしていた。
ところが秋が深まる頃から彼女の挙動が少しずつ変化し始めた。彼女は日が昇り始める早朝から寝所から抜け出すようになり、家に戻ってくると着物の袂からエノキの実を出して子供に与えるようになった。不思議に思った佐吉は、ある朝、彼女の後を追って外に出てみると、彼女の姿はどこにもなく、薬師堂の庭にあるエノキの梢で、一羽の白いツグミが盛んにエノキの実をついばんでいた。その後何日たっても彼女は戻らず、相変わらず白いツグミがエノキの実をついばむだけであったが、意を決した佐吉は薬師堂の軒下から、この白いツグミに向かって声を掛けると、ツグミは悲しげな声をあげ「お別れです」の一言を発し西の空へ飛び去り、一片の羽根がひらひらと薬師堂の屋根へ落ちてきた。佐吉はエノキの実を欲しがって泣く我が子を抱き、毎日途方に暮れていたが、どこからともなく旅の僧侶が現れ、彼女を失い悲観に暮れていた佐吉は事の経緯を僧侶に話した。佐吉の話を聞き終えた僧侶はエノキに向かい一心に読経を始めると、間もなく一羽の白いツグミが飛んできて、エノキの樹上に自らの白い羽を粉雪のように降りかけた。するとエノキの枝が地面に向かって一斉に垂れ下がり、エノキの実が容易に取れるようになったという。

### 初代指定樹の枯死と後継樹の育成活動
1958年（昭和33年）に植物学者の本田正次が著した『植物文化財 天然記念物・植物』によれば、東内のシダレエノキ（初代）の大きさは、目通り幹囲約1.58メートル、樹高は約4メートル、枝張りは南北、東西ともに約9メートル、主幹の上部は著しく曲がりくねり、丸いコブのような状態になっていて、そこから多数の細い枝がシダレヤナギやシダレザクラのように垂れ下がり、微風に対しても動揺し奇観を呈していたという。枝垂れた糸のような枝は2メートルから3メートルにも達し、秋には多数の小さな甘い果実を付け、子供の健康に良いということで同所の協同組合で頒布していた。
しかし、推定樹齢300年を超えていたと言われる老樹のため徐々に樹勢が衰えていき、地元の下和子自治会の話によれば、枝の一部が枯損したことをきっかけに、折れた部分から腐りはじめてしまい、1977年（昭和52年）に樹木全体が枯死してしまったという。下和子自治会の住民らはシダレエノキの実から複数の苗木を育てたが、成長しても枝垂れることのない通常のエノキばかりであったという。その一方で枯死する前に同町在住の小平千之が取り木や接ぎ木によって保存しており、こちらは枝垂れの性質を受け継いでいる。
枯死してしまった東内のシダレエノキの子木は、実から生じたいわゆる実生が5本、取り木や接ぎ木によるものが7本あり、いずれも植物遺伝学の観点から極めて貴重なものとされ、国の天然記念物指定の解除は免れている。このように枯死してしまった国指定天然記念物の個体を接ぎ木等により苗木を育て、後継樹として指定解除を免れている例としては他に、山口県大島郡周防大島町の「安下庄のシナナシ（あげのしょうのシナナシ、チュウゴクナシの一種）」がある。

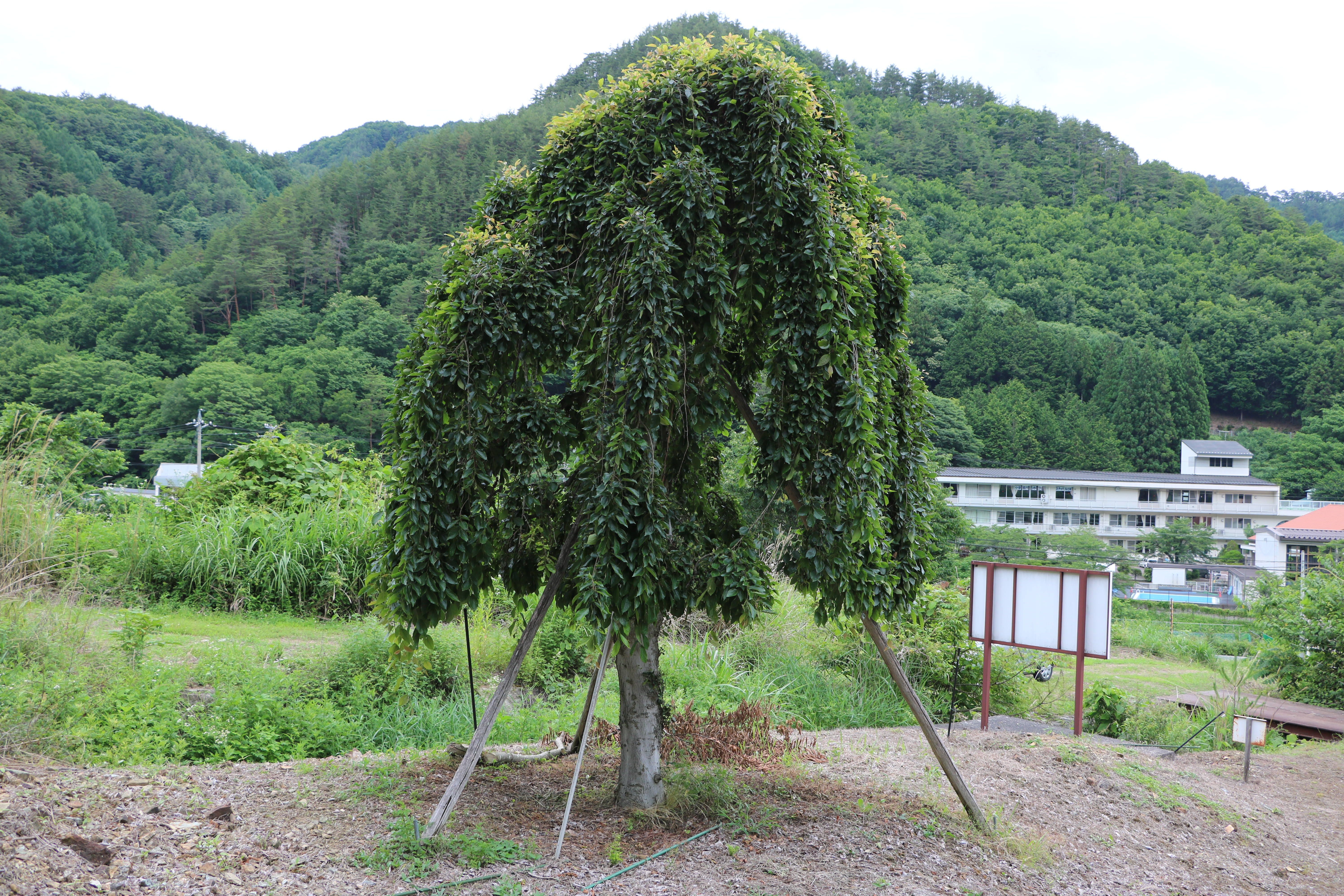
東内のシダレエノキ。シダレグリ・シダレエノキ公園にて育成中の後継樹。背後の白い建物は上田市立西内小学校。2022年6月27日撮影。

東内のシダレエノキの後継樹は、枯死してしまった場所のすぐ東側にある「榎実の家」と名付けられた公民館や、同じ東内地区にある「上田市立丸子郷土博物館」の庭などに分散する形で育成されている。さらに、前述した西内のシダレグリ自生地の保護活動に伴い、2009年（平成21年）地元有志により「平井地区穴沢枝垂栗・榎保存会」が結成され、東内地区の西側にあるシダレグリ自生地入口付近に「シダレグリ・シダレエノキ公園」を造り、ここにもシダレエノキの後継樹を植樹し育成を行っている。内村川沿いの地域には、クリとエノキと樹種は異なるものの、どちらも枝垂れ系の樹木、かつ指定解除の危機を免れた経歴を持つ2件の国指定天然記念物の保護育成活動が行われている。

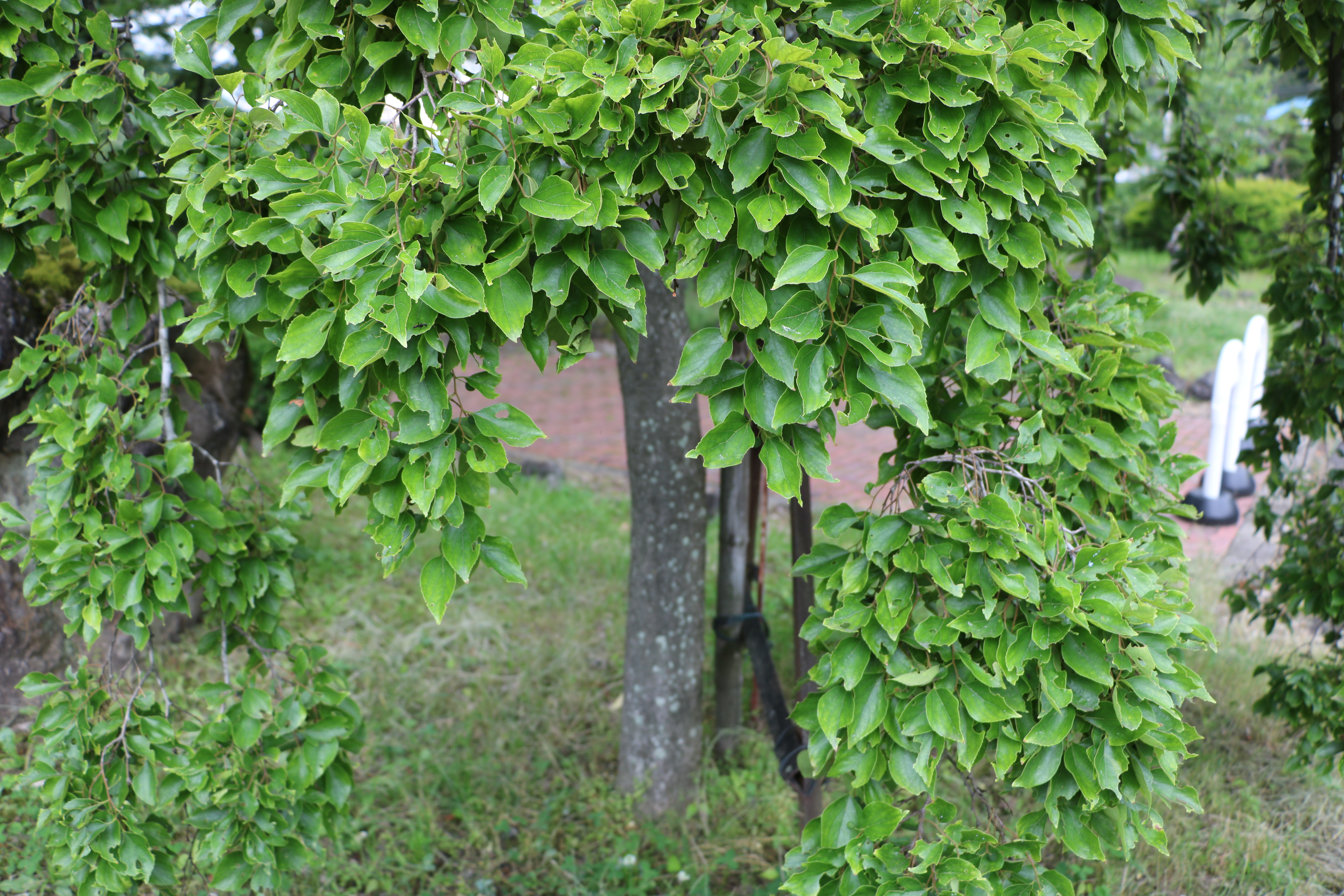
丸子郷土博物館の育成個体。
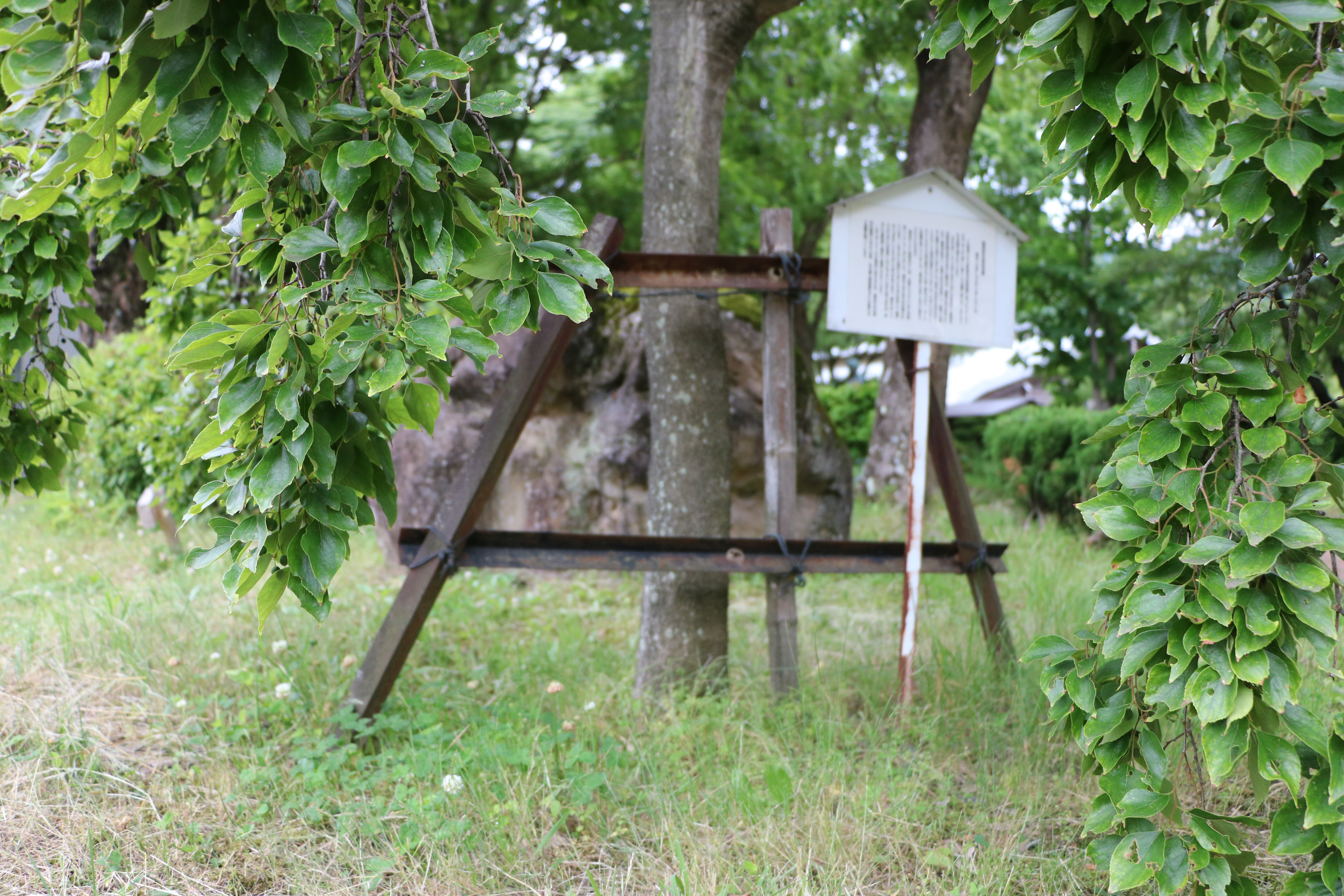
丸子郷土博物館の育成個体。
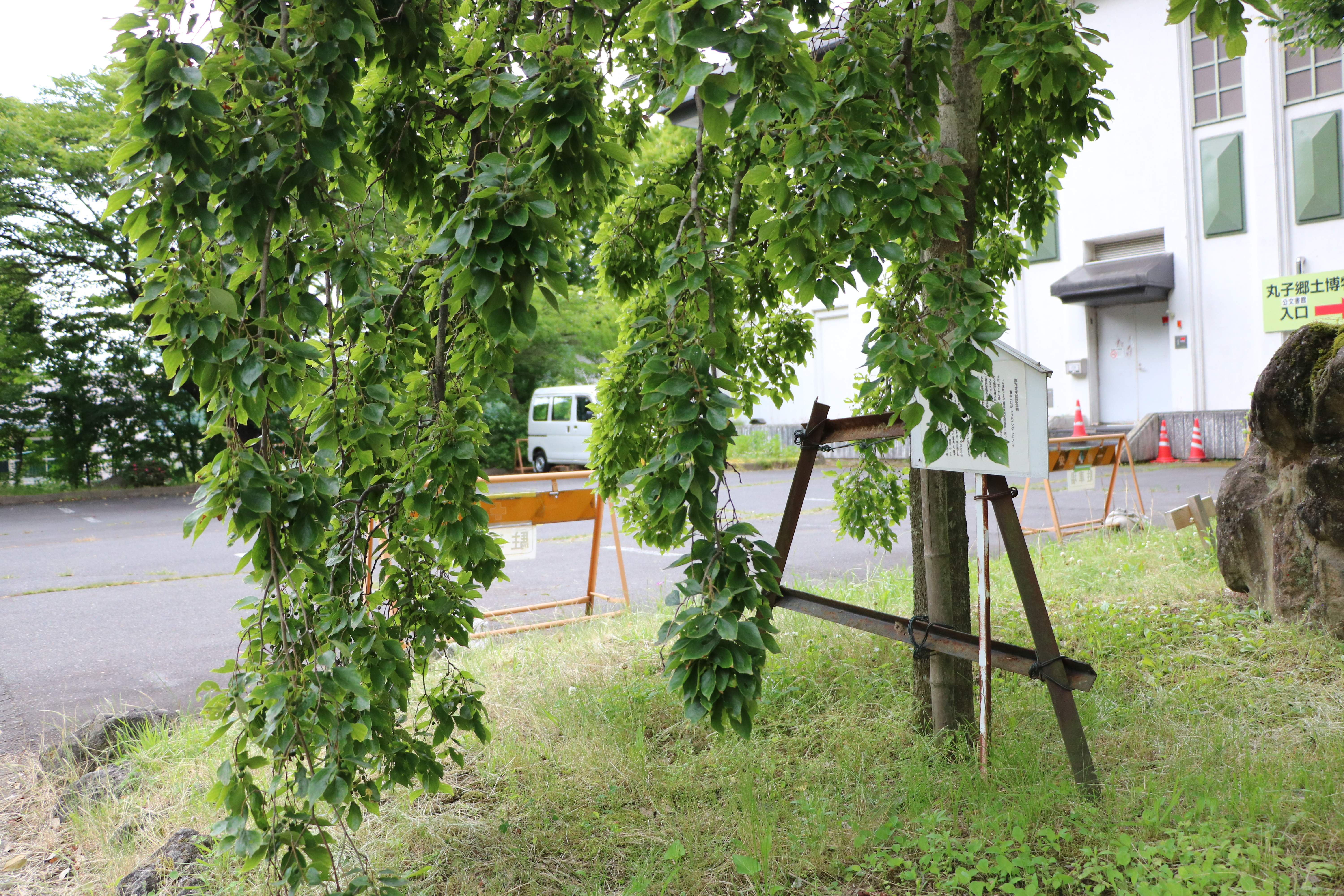
丸子郷土博物館の育成個体。

## 交通アクセス
所在地
- 長野県上田市東内2564-1。

交通
- しなの鉄道しなの鉄道線上田駅下車、千曲バス鹿教湯線「丸子・鹿教湯方面行」乗車、博物館前バス停下車。
- 上信越自動車道東部湯の丸インターチェンジまたは上田菅平インターチェンジより、国道18号大屋交差点から国道152号・長野県道174号荻窪丸子線（通称、内村街道）経由で約20分。
  - 所在地、交通については「上田市立丸子郷土博物館」を示した[16]。